# Raum
En demonología, Raum es un Gran Duque del Infierno que comanda treinta legiones de demonios.
En Pseudomonarchia daemonum (1583) de Johann Wier se le describe de la siguiente manera:
Raum o Raim es un gran Conde, se parece a un cuervo, pero cuando está en forma humana y a órdenes del exorcista, roba las maravillas de las casas de los reyes y se lo lleva a donde se le ordene, destroza ciudades, conoce cosas del presente, pasado y futuro, y reconcilia a amigos y enemigos, estaba en la Orden de los Tronos y gobierna treinta legiones.:
En Ars Goetia de S. L. MacGregor Mathers se hace de la siguiente forma:
El Espíritu número 40 es Raum. Es un Gran Duque y al principio aparece en la forma de un cuervo, pero tras la petición del exorcista pasa a forma humana. Su oficio es robar tesoros de las casas de los reyes y llevarlos a donde se le ordena, y destrozar las ciudades y la dignidad del hombre, y revelar todas las cosas del pasado, presente y futuro; y causar amor entre amigos y enemigos. Estaba en la Orden de los Tronos. Gobierna treinta legiones de espíritus; y su Sello es este, el cual se usa como se ha mencionado en otras ocasiones.:
'Raum' en alemán significa "espacio, habitación, cámara "; 'räumen' significa “vaciar, evacuar”. 
Otros nombres: Raim, Raym, Räum.